# جيورجوس كاراغونيس
جيورجوس كاراغونيس (باليونانية: Γιώργος Καραγκουνης)‏ من مواليد 6 مارس 1977 في بيرغوس في اليونان، لاعب كرة قدم يوناني.
بدأ مسيرته الكروية مع نادي باناثنايكوس في موسم 1995–96، وفي عام 1996 انتقل إلى نادي أبولون سميرنيس، ولعب معهم حتى عام 1998، وشارك معهم في 55 مباراة وسجل 9 أهداف، وفي عام 1998 عاد إلى نادي باناثنايكوس، ولعب معهم حتى عام 2003، وشارك معهم في 118 مباراة وسجل 25 هدف، وفي عام 2003 انتقل إلى نادي إنتر ميلان الإيطالي، ولعب معهم حتى عام 2005، وشارك معهم في 32 مباراة وسجل 3 أهداف، ومنذ عام 2005 وهو يلعب مع نادي بنفيكا البرتغالي.
ويلعب مع منتخب اليونان لكرة القدم منذ عام 2001.

## روابط خارجية
- جيورجوس كاراغونيس على موقع الاتحاد الدولي (مؤرشف)  (الإنجليزية)
- جيورجوس كاراغونيس على موقع الاتحاد الأوربي (الإنجليزية)
- جيورجوس كاراغونيس على موقع قاعدة بيانات كرة القدم.إي يو (الإنجليزية)
- جيورجوس كاراغونيس على موقع ناشيونال فوتبول تيمز (الإنجليزية)
- جيورجوس كاراغونيس على موقع Soccerbase.com (لاعب) (الإنجليزية)
- جيورجوس كاراغونيس على موقع Soccerway.com (الإنجليزية)
- جيورجوس كاراغونيس على موقع عالم كرة القدم.نت (الإنجليزية)
- جيورجوس كاراغونيس على موقع كووورة
- جيورجوس كاراغونيس على موقع AS.com (الإسبانية)